# Небуло
Небуло (грец. Νέβουλος) — південнослов'янський або булгарський полководець на службі візантійського імператора Юстиніана II (бл. 685—695 і 705—711), який перейшов з багатьма своїми воїнами на бік арабів під час вирішальної битви при Себастополісі.
У 688/689 році імператор Юстиніан II насильно переселив слов'янські племена з Балкан і поселив їх в Опсикії. Багатьох переселених слов'ян він залучив до особливого військового корпусу. Їх було близько 30000 найдужчих воїнів, які отримали назву «вибраного народу» (грец. λαός περιούσιος).
Близько 690 року Небуло, який вже мав чин скрибона і служив в імператорській гвардії, був призначений полководцем (архонтом). Точне походження Небуло невідоме. За свідченням патріарха Никифора, він був вибраний з числа знаті поселенців зі слов'ян.
У 692/693, після тренування корпус "був завершений, і вони були долучені до війська імператора Юстиніана II у великій кампанії проти Омеядів у стратега з Анатолії Леонтія. Візантійці зіткнулися з арабами в битві при Себастополісі і спочатку мали перевагу. Але Небуло з основною частиною війська (близько 20000), покинули візантійські лави й пішли до арабів, нібито підкуплені арабським полководцем Мухаммадом ібн Марваном.
Деякі джерела повідомляють, як згодом Юстиніан взяв реванш на інших слов'янах. Він розпустив корпус, було багато вбитих, а інших продали в рабство, особливо сім'ї дезертирів. Небуло і його люди були заселені Омеядами у Сирії, і були використані у наступні арабські набіги на візантійські володіння Малої Азії.